# Emile Francis
Emile Francis (North Battleford, Saskatchewan, 13 de septiembre de 1926 - 19 de febrero de 2022), apodado "The Cat", fue un portero de hockey sobre hielo canadiense, entrenador y director general.

## Carrera profesional
En la NHL, Francis jugó 2 temporadas con los Chicago Black Hawks y 22 partidos con los New York Rangers. Fue portero suplente durante su tiempo con los Rangers. También fue el primer portero en usar un guante de primera base con un puño añadido para proteger su mano y muñeca, mientras que los anteriores porteros eran los mismos guantes acolchados que sus compañeros de equipo.
Jugó principalmente en la AHL y la WHL, con las que jugó en diferentes equipos, incluyendo los Vancouver Canucks, Saskatoon Quakers y Seattle Americans. Se retiró de jugar hockey profesional sobre hielo en 1960.
Después de jubilarse, se convirtió en el entrenador principal de los Guelph Royals de la OHA y luego en el entrenador principal de los Rangers de Nueva York de 1965 a 1975. Luego se convirtió en el entrenador principal de los St. Louis Blues en 1976 a 77 y en 1982. Después de entrenar, Francis se convirtió en el Gerente General de los New York Rangers de 1964 a 1976, el Gerente General de los St. Louis Blues de 1976 a 1983 y el Gerente General de los Hartford Whalers de 1983 a 1989. Fue admitido en el Salón de la Fama del Hockey en 1982 como constructor.
Su hijo Bobby Francis también jugó en la NHL para los Red Wings de Detroit. También entrenó a los Coyotes Fénix de 1999 a 2004.

## Estadísticas

### Como jugador
| 1941–42    | North Battleford Beavers | SJHL-N     | 4  | 0  | 4  | 0  | 240  | 34  | 0 | 8.50 | — | — | — | — | —   | —  | — | —    |
| 1942–43    | North Battleford Beavers | SJHL-N     | —  | —  | —  | —  | —    | —   | — | —    | — | — | — | — | —   | —  | — | —    |
| 1943–44    | Philadelphia Falcons     | EAHL       | 14 | —  | —  | —  | 840  | 78  | 0 | 5.57 | — | — | — | — | —   | —  | — | —    |
| 1944–45    | Washington Lions         | EAHL       | 36 | —  | —  | —  | 2160 | 243 | 0 | 6.75 | 8 | 1 | 6 | 1 | 479 | 57 | 0 | 7.12 |
| 1945–46    | Moose Jaw Canucks        | SJHL-S     | 18 | 18 | 0  | 0  | 1080 | 55  | 0 | 3.06 | 4 | 4 | 0 | 0 | 240 | 8  | 1 | 2.00 |
| 1945–46    | Regina Capitals          | WCSHL      | 1  | —  | —  | —  | 60   | 5   | 0 | 5.00 | — | — | — | — | —   | —  | — | —    |
| 1945–46    | Moose Jaw Canucks        | M-Cup      | —  | —  | —  | —  | —    | —   | — | —    | 8 | 4 | 4 | 0 | 480 | 38 | 0 | 4.75 |
| 1946–47    | Chicago Black Hawks      | NHL        | 19 | 6  | 12 | 1  | 1140 | 104 | 0 | 5.47 | — | — | — | — | —   | —  | — | —    |
| 1946–47    | Regina Capitals          | WCSHL      | 32 | —  | —  | —  | 1920 | 148 | 0 | 4.63 | — | — | — | — | —   | —  | — | —    |
| 1947–48    | Chicago Black Hawks      | NHL        | 54 | 19 | 30 | 5  | 3240 | 183 | 1 | 3.39 | — | — | — | — | —   | —  | — | —    |
| 1947–48    | Kansas City Pla-Mors     | USHL       | 7  | 3  | 2  | 2  | 420  | 24  | 1 | 3.42 | — | — | — | — | —   | —  | — | —    |
| 1948–49    | New York Rangers         | NHL        | 2  | 2  | 0  | 0  | 120  | 4   | 0 | 2.00 | — | — | — | — | —   | —  | — | —    |
| 1948–49    | New Haven Ramblers       | AHL        | 49 | 15 | 27 | 7  | 2940 | 203 | 4 | 4.14 | — | — | — | — | —   | —  | — | —    |
| 1949–50    | New York Rangers         | NHL        | 1  | 0  | 1  | 0  | 60   | 8   | 0 | 8.00 | — | — | — | — | —   | —  | — | —    |
| 1949–50    | New Haven Ramblers       | AHL        | 68 | 22 | 36 | 10 | 4080 | 246 | 1 | 3.62 | — | — | — | — | —   | —  | — | —    |
| 1950–51    | New York Rangers         | NHL        | 5  | 1  | 2  | 1  | 260  | 14  | 0 | 3.23 | — | — | — | — | —   | —  | — | —    |
| 1950–51    | Cincinnati Mohawks       | AHL        | 53 | 20 | 26 | 7  | 3280 | 167 | 2 | 3.05 | 6 | 3 | 3 | — | 360 | 18 | 0 | 3ю00 |
| 1951–52    | New York Rangers         | NHL        | 14 | 4  | 7  | 3  | 840  | 41  | 0 | 2.93 | — | — | — | — | —   | —  | — | —    |
| 1951–52    | Cincinnati Mohawks       | AHL        | 51 | 24 | 22 | 5  | 3160 | 162 | 4 | 3.08 | — | — | — | — | —   | —  | — | —    |
| 1952–53    | Vancouver Canucks        | WHL        | 70 | 32 | 28 | 10 | 4200 | 216 | 5 | 3.08 | 9 | 4 | 5 | — | 550 | 30 | 0 | 3ю27 |
| 1953–54    | Cleveland Barons         | AHL        | 65 | 37 | 28 | 0  | 3900 | 204 | 5 | 3.14 | 9 | 7 | 2 | — | 540 | 28 | 0 | 3ю11 |
| 1954–55    | Cleveland Barons         | AHL        | 57 | 28 | 26 | 3  | 3420 | 204 | 2 | 3.58 | 3 | 1 | 2 | — | 158 | 12 | 0 | 4ю56 |
| 1955–56    | Saskatoon Quakers        | WHL        | 68 | 27 | 33 | 8  | 4185 | 239 | 5 | 3.43 | 3 | 0 | 3 | — | 180 | 17 | 0 | 5ю67 |
| 1956–57    | Seattle Americans        | WHL        | 68 | 35 | 27 | 6  | 4167 | 214 | 4 | 3.08 | 6 | 2 | 4 | — | 358 | 20 | 0 | 3ю35 |
| 1957–58    | Vancouver Canucks        | WHL        | 67 | 18 | 47 | 2  | 4040 | 294 | 2 | 4.37 | — | — | — | — | —   | —  | — | —    |
| 1958–59    | Spokane Spokes           | WHL        | 68 | 25 | 37 | 6  | 4150 | 269 | 1 | 3.89 | 4 | 1 | 3 | — | 240 | 16 | 0 | 4.00 |
| 1959–60    | Spokane Comets           | WHL        | 68 | 19 | 46 | 3  | 4080 | 300 | 0 | 4.41 | — | — | — | — | —   | —  | — | —    |
| 1959–60    | Seattle Totems           | WHL        | 1  | 1  | 0  | 0  | 60   | 2   | 0 | 2.00 | — | — | — | — | —   | —  | — | —    |
| NHL totals | NHL totals               | NHL totals | 95 | 32 | 52 | 10 | 5660 | 354 | 1 | 3.75 | — | — | — | — | —   | —  | — | —    |

- Fuente: Total Hockey[2]

### Como Entrenador
| Equipo           | Año     | Temporada Regular | Temporada Regular | Temporada Regular | Temporada Regular | Temporada Regular | Temporada Regular | Playoff            |
| Equipo           | Año     | J                 | G                 | P                 | E                 | Pts               | Pos.              | Resultado          |
| ---------------- | ------- | ----------------- | ----------------- | ----------------- | ----------------- | ----------------- | ----------------- | ------------------ |
| New York Rangers | 1965–66 | 50                | 13                | 31                | 6                 | 32                | 6° en NHL         | Sin playoffs       |
| New York Rangers | 1966–67 | 70                | 30                | 28                | 12                | 72                | 4° en NHL         | Semifinales        |
| New York Rangers | 1967–68 | 74                | 39                | 23                | 12                | 90                | 2° en Este        | Cuartos de final   |
| New York Rangers | 1968–69 | 33                | 19                | 8                 | 6                 | 42                | 3° en Este        | Cuartos de final   |
| New York Rangers | 1969–70 | 76                | 38                | 22                | 16                | 92                | 4° en Este        | Cuartos de final   |
| New York Rangers | 1970–71 | 78                | 49                | 18                | 11                | 109               | 2° en Este        | Semifinales        |
| New York Rangers | 1971–72 | 78                | 48                | 17                | 13                | 109               | 2° en Este        | Subcampeón         |
| New York Rangers | 1972–73 | 78                | 47                | 23                | 8                 | 102               | 3° en Este        | Semifinales        |
| New York Rangers | 1973–74 | 37                | 22                | 10                | 5                 | 49                | 3° en Este        | Semifinales        |
| New York Rangers | 1974–75 | 80                | 37                | 29                | 14                | 88                | 2° en Patrick     | Preliminar         |
| St. Louis Blues  | 1976–77 | 80                | 32                | 39                | 9                 | 73                | 1° en Smythe      | Cuartos de final   |
| St. Louis Blues  | 1981–82 | 12                | 4                 | 6                 | 2                 | 10                | 3° en Norris      | Final Divisional   |
| St. Louis Blues  | 1982–83 | 32                | 10                | 19                | 3                 | 23                | 4° en Norris      | (regresó a ser GM) |
| Total            | Total   | 778               | 388               | 273               | 117               |                   |                   |                    |

- Fuente: Total Hockey[3]